# Кастри (Еро)
Кастри (фр. Castries) је насеље и општина у јужној Француској у региону Лангдок-Русијон, у департману Еро која припада префектури Монпелије.
По подацима из 2011. године у општини је живело 5811 становника, а густина насељености је износила 241,62 становника/km². Општина се простире на површини од 24,05 km². Налази се на средњој надморској висини од 70 метара (максималној 154 m, а минималној 20 m).

## Демографија
| 1962. | 1968. | 1975. | 1982. | 1990. | 1999. | 2011. |
| ----- | ----- | ----- | ----- | ----- | ----- | ----- |
| 1.368 | 1.791 | 2.461 | 3.419 | 3.992 | 5.146 | 5.811 |

График промене броја становника у току последњих година